# The Void (pel·lícula de 2016)
The Void és una pel·lícula de terror lovecraftiana canadenca del 2016 escrita i dirigida per Steven Kostanski i Jeremy Gillespie, i produïda per Jonathan Bronfman i Casey Walker. És protagonitzada per Aaron Poole, Kenneth Welsh, Daniel Fathers, Kathleen Munroe i Ellen Wong. La trama segueix un petit grup de persones que queden atrapades en un hospital per una reunió de cultistes encaputxats i per criatures grotesques.
Els efectes de criatures es van finançar col·lectivament a Indiegogo i van recaptar 82.510 dòlars, mentre que el finançament de la pel·lícula es va fer a través dels canals tradicionals per la productora. Es va estrenar al Fantastic Fest de 2016 i més tard al Toronto After Dark Film Festival. La pel·lícula va rebre una estrena limitada el 21 de maig de 2017, al Regne Unit i els Estats Units, i el 17 d'abril al Canadà, s'estrenava inicialment a 31 sales abans d'expandir-se a 50. Va guanyar aproximadament. 55.000 dòlars el cap de setmana d'obertura, i va recaptar 149.365 $ durant el seu llançament. The Void va rebre crítiques positives de la crítica, i molts van citar comparacions amb pel·lícules de terror dels anys vuitanta.

## Trama
James fuig d'una masia i s'escapa al bosc. Una dona que crida intenta seguir-lo, però és ferida per un tret. Estirada a terra, Vincent i Simon l'han ruixat amb gasolina i li calen foc. El xèrif adjunt Daniel Carter està de servei, assegut al seu cotxe patrulla quan troba en James arrossegant-se per la carretera i el porta d'urgència a l'hospital local, que ha estat abandonat en gran part després d'un incendi, on la seva esposa Allison Fraser treballa com a infermera. A l'hospital es troben el Dr. Richard Powell, la infermera Beverly, la interna Kim, la pacient embarassada Maggie, el seu avi Ben i la pacient Cliff. Daniel descobreix una Beverly embelesada assassinant Cliff, amb la cara descollada de pell. Beverly es dirigeix cap a Daniel, que la mata a trets. Daniel s'ensorra a causa d'una convulsió i té una visió estranya.
El policia Mitchell entra a l'hospital per recollir en James després de descobrir la sagnant escena de la masia. Daniel surt a l'exterior per denunciar la mort de Beverly des del seu cotxe patrulla, però és abordat i apunyalat per un cultista amb túnica. Aconsegueix tornar a l'hospital mentre els cultistes envolten l'edifici. James, Daniel i Mitchell descobreixen que el cadàver de Beverly s'ha transformat en una criatura amb tentacles. Vincent i Simon entren al vestíbul i mantenen el grup a punta de pistola. James pren Maggie com a ostatge per protegir-se i apunyala en Powell, que cau a terra i mor. La Beverly-Criatura apareix i agafa Mitchell, els seus tentacles penetrant en el seu cos. Vincent i Simon maten la Beverly-Criatura i es reagrupen amb els altres al vestíbul, incendiant el cos de Mitchell. Vincent i Simon acompanyen en Daniel per recuperar una escopeta d'un cotxe patrulla, mentre l'Allison s'aventura al soterrani per recollir subministraments mèdics per donar a llum el nadó de Maggie. Powell, ja no mort, aconsegueix capturar Allison. Daniel i Vincent van a buscar-la i troben fotografies i fitxers que indiquen que Powell era el líder del culte. Powell telefona a Daniel des de la morgue interna, es burla d'ell i esmenta la visió que Daniel va experimentar mentre estava inconscient.
Kim i Ben es queden amb la Maggie mentre Daniel, Vincent i Simon interroguen James. James explica que Powell té el poder de transformar la gent. Els tres homes obliguen a James a venir amb ells a baix. Allison recupera la consciència en una taula d'operacions on Powell explica que ha trobat una manera de desafiar la mort després de la pèrdua de la seva filla Sarah. Després d'haver-li esfollat la cara, Powell li mostra a l'Allison que alguna cosa està creixent dins del seu ventre. Daniel, Vincent, Simon i James troben una zona amagada al soterrani i acaben envoltats de cadàvers deformats que tornen a la vida. Una de les criatures mata en James mentre els altres tres homes se separen.
Quan la Maggie entra en part, Kim dubta a fer una cesària. Mentre Ben suplica Kim, Maggie s'aixeca i li talla la gola, revelant que porta el fill del Dr. Powell. Kim s'amaga mentre els cultistes entren a l'edifici i Maggie marxa per unir-se a Powell. Daniel troba l'Allison embarassada al quiròfan. Veu una criatura amb tentacles estenent-se del seu cos. La veu d'en Powell parla a Daniel, que ataca les restes mutades de la seva dona amb una destral. Daniel és transportat a una sala de morgue amb un triangle brillant a la paret. La veu de Powell li diu a Daniel que va trobar la capacitat de conquerir la vida i la mort mitjançant un ritual que li va permetre contactar amb entitats més antigues que el temps mateix. Powell promet que en Daniel pot recuperar el seu fill si primer està disposat a morir.
Apareix Maggie i apunyala a Daniel que està ferit però viu. Powell apareix sense pell i parcialment mutat davant del triangle mentre Maggie s'agenolla davant seu. Powell recita un encanteri abans del triangle mentre el tors d'una Maggie, ara espantada, explota, donant a llum la Sarah-Criatura. Vincent i Simon arriben i lluiten. La Sarah-Criatura venç en Vincent, però el cobreix amb alcohol isopropílic, permetent a Simon que els incendii a tots dos amb una bengala. Powell li diu a Daniel que pot estar amb Allison si deixa de resistir-se i "se'n va". Daniel es nega i l'enfronta, fent que els dos homes caiguin al buit. Mentrestant, la Sarah-Criatura persegueix Simon, que s'escapa i és teletransportat de nou a l'hospital per reunir-se amb Kim. Daniel i Allison es mostren agafats de la mà en un altre món sota una piràmide negra, mentre que el destí de Powell es desconeix.

## Repartiment
- Aaron Poole com a Daniel Carter
- Kenneth Welsh com el Dr. Richard Powell
- Daniel Fathers com The Father / Vincent
- Kathleen Munroe com Allison Fraser
- Ellen Wong com a Kim
- Mik Byskov com The Son / Simon
- Grace Munro com a Maggie
- Evan Stern com a James
- James Millington com a Ben
- Art Hindle com Mitchell
- Stephanie Belding com a Beverly
- Matt Kennedy com Cliff Robertson

## Producció
Des de l'any 2000, els grups de cinema canadencs que es refereixen a si mateixos com Astron-6 van començar a crear pel·lícules de terror còmiques. Les seves pel·lícules foren Manborg, Father's Day i The Editor. The Void es diferenciava de les pel·lícules anteriors pel seu to serios, la qual cosa va portar el grup a no presentar-la amb el nom d'Astron-6.
Jeremy Gillespie treballava inicialment a Pinewood en un pis sota on Guillermo del Toro estava treballant en la pel·lícula inacabada At the Mountains of Madness, recordant haver-lo sentit dir que volia fer una pel·lícula HP Lovecraft d'una manera que no s'havia fet abans. Després d'escoltar això, Gillespie va sentir que això "va fer que les rodes en la meva ment funcionessin, intentant pensar en què podria ser això. .Així que una mena de cosa d'on van néixer les imatges. Totes aquestes coses relacionades amb les piràmides i els triangles es deixen ambigües, perquè el públic les interpreti com ho faria, intencionadament.".
Gillespie i Kostanski van aconseguir microfinançar col·lectivament els diners que necessitaven per construir les criatures pràctiques que apareixen amb efectes a la pantalla. Una altra assistència va venir de l'equip que treballava a L'esquadró suïcida de David Ayer, que s'estava rodant a Toronto. Gillespie va ser assistent de director d'art i Kostanski com a artista d'efectes de maquillatge especials a la pel·lícula, cosa que va portar als membres de l'equip d'efectes especials de Suicide Squad a treballar a The Void. Gillespie va declarar més tard The Void com una producció difícil, assenyalant que "Cada cosa va ser el major repte d'aquesta pel·lícula. Va ser un malson aclaparador. Tothom es va empènyer al límit en aquesta pel·lícula. L'únic raig d'esperança que vam tenir va ser el repartiment, que es va reunir a l'últim segon. Eren fàcils de tractar." The Void es va rodar al Canadà el 17 de novembre de 2015.
A l'American Film Market, XYZ Films i CAA estaven preparats per gestionar les ofertes nord-americanes.
Filmat a Sault Ste. Marie a l'antiga ubicació de Sir James Dunn Collegiate and Vocational School. L'escola va ser enderrocada l'any 2016.

## Llançament
The Void es va estrenar al Fantastic Fest el 22 de setembre de 2016. La pel·lícula va rebre la seva estrena canadenca al Toronto After Dark Film Festival el 17 d'octubre. Screen Media Films va negociar l'acord amb XYZ Films i CAA per a l'estrena tant en sala com en vídeo a la carta dia i data de The Void al Estats Units el 7 d'abril de 2017. The Void es va estrenar a Winnipeg el 31 de març, Toronto l'1 d'abril, Ottawa i Calgary el 7 d'abril i Vancouver el 8 d'abril, on va ser distribuït per D Films.
La banda sonora de The Void fou estrenada per Death Waltz Recordings el 4 d'octubre de 2017.

## Recepció
Al lloc web de l'agregador de ressenyes Rotten Tomatoes, té una puntuació d'aprovació del 78% basada en 76 ressenyes i una puntuació mitjana de 6,1/10. El consens crític del lloc diu: "The Void ofereix una pressa nostàlgica per als fans de l'horror de baix pressupost dels anys vuitanta, i emocions legítimes per als entusiastes del gènere hardcore de totes les edats." A Metacritic, The Void va rebre una puntuació de 62 sobre 100 basada en 14 ressenyes, que indica "crítiques generalment favorables".
Escrivint a Fangoria, Elijah Taylor va donar una crítica positiva a la pel·lícula, elogiant específicament que "els efectes pràctics no s'oculten, no s'entreveuen parcialment a través d'una llum intermitent o una càmera inestable. Es mostren al davant i al centre, amb la confiança d'un equip que sap que els seus monstres tenen més pes i impacte que la infinitat d'ensurts CGI que s'han convertit en l'estàndard del terror modern". i que era una pel·lícula que "demana múltiples visionats".
Kim Newman de Screen Daily va comparar la pel·lícula amb treballs anteriors Bio-Cop de ABCs of Death 2 i Manborg, afirmant que els directors "es queden en mode pastitx, però atenuar l'humor per intentar un suspens seriós i un horror lovecraftià, amb una confiança agradable en efectes físics memorablement horripilants en lloc de CGI." Newman va concloure que la pel·lícula "ofereix bons moments de xoc i una trama molt imprevisible, fins i tot si s'estableixen esbossos d’algunes relacions crucials, soscavant lleugerament la inversió del públic en els horrors".
Chris Hewett d’Empire va donar a la pel·lícula 3 estrelles de 5, afirmant que "la història central es basa en una sèrie de coincidències estranyes, massa del repartiment de personatges que lluiten per fe un impacte, i el ritme és una mica massa pesat per agafar-lo realment." La ressenya va trobar que a mesura que la pel·lícula s'acostava més a una pel·lícula de criatures, "l'amor dels directors per l'FX pràctic, honest a la vella escola, és una gran ajuda" i els directors "val la pena vigilar-los". ja que "coneixen una imatge sorprenent, ja sigui un grup de figures emmascarades il·luminades per la llum freda i intermitent d'un cotxe de policia, o un assassí que llisca amb indiferència un bisturí a l'ull d'algú".
Brad Wheeler de The Globe and Mail va donar a la pel·lícula 2,5 estrelles sobre 4, qualificant la trama de "difícil de seguir" i que les criatures de la pel·lícula "són poc il·luminades, que probablement té més a veure amb realitats pressupostàries que no pas amb l'elecció estètica" i que la pel·lícula era "inquietante i gens bromista, l'infern de The Void serà el paradís per a alguns". Ressenyant la pel·lícula per a Now, Norman Wilner va trobar que els directors encara estaven "operant a la seva zona de confort referencial" i la pel·lícula era "una combinació intel·ligent d'almenys quatre pel·lícules de John Carpenter" i que encara era "la seva pròpia entitat: un malson efectiu i enginyós que us convenç que l'apocalipsi s'està arrastant just fora de la vista, més enllà de la vora de la pantalla."
Donant a la pel·lícula 1,5 estrelles sobre 5, Simon Abrams de RogerEbert.com es va sentir decebut amb una pel·lícula que pensava que li hauria agradat. Anomenant la trama "finísima", i l'estil "incompatible i feble", i "una obra d'un grup de veus joves i sense formar."